# Porgy and Bess
Pour les articles homonymes, voir Porgy and Bess (homonymie).
Porgy and Bess est un opéra composé par George Gershwin sur un livret d'Ira Gershwin et de DuBose Heyward, adaptation de la pièce de théâtre Porgy de Dorothy et DuBose Heyward (créée à Broadway en 1927), elle-même adaptée du court roman Porgy de DuBose Heyward (publié en 1925). Ces trois œuvres traitent de la vie des Afro-Américains dans le quartier fictif de Catfish Row à Charleston, en Caroline du Sud, au début des années 1930.
La première version de l'opéra, d'une durée de 4 h (en comptant les deux entractes) fut jouée de façon privée en concert au Carnegie Hall à l'automne 1935. La première eut lieu au Colonial Theatre de Boston le 30 septembre 1935, comme un essai pour Broadway où le début de Porgy and Bess a été donné à l'Alvin Theatre de New York, le 10 octobre 1935. Mais il a fallu attendre les années 1980 pour qu'il soit reconnu aux États-Unis comme un véritable opéra[réf. nécessaire] : au XXIe siècle, c'est un classique du répertoire lyrique américain.
Summertime est la chanson la plus connue de cet opéra : elle a été reprise par de nombreux artistes, principalement en jazz vocal et instrumental.
Musicalement, Porgy and Bess réussit une synthèse innovante entre les techniques orchestrales européennes, le jazz américain et la musique populaire.
L'opéra dure un peu plus de trois heures et quart.

## L'œuvre

### Argument
Porgy and Bess raconte l'histoire de Porgy, un mendiant noir estropié vivant dans les taudis de Charleston, en Caroline du Sud, qui tente de sauver Bess des griffes de Crown, son concubin, et de Sportin’Life, un dealer qui voudrait la prostituer.

### Rôles
Tous les personnages sont des Noirs, hormis quelques petits rôles parlés.
- Porgy, mendiant estropié (baryton-basse)
- Bess, compagne de Crown (soprano)
- Crown, débardeur mais surtout voyou (baryton)
- Sportin'Life, sans profession, revendeur de drogue (ténor)
- Robbins, habitant de Catfish Row (ténor), et Serena, sa femme (soprano)
- Jake, pêcheur (baryton), et Clara, sa femme (soprano)
- Maria, tenancière de la 'cantine' (contralto)
- Mingo (ténor)
- Peter, marchand de miel (ténor), et Lily, sa femme (soprano)
- Frazier, un « avocat » noir (baryton)
- Annie (mezzo-soprano)
- La marchande de fraises (mezzo-soprano)
- Jim, cueilleur de coton (baryton)
- Le croque-mort (baryton)
- Nelson (ténor)
- Le marchand de crabes (ténor)
- Scipio, jeune garçon (soprano)
- Mr. Archdale, avocat blanc (parlé)
- Détective (parlé)
- Policier (parlé)
- Médecin légiste (parlé)

### Scénario

#### Acte I
- Scène 1 - Catfish Row, un soir d'été

L'opéra commence par une petite introduction très vivace (Allegro con brio). Le rideau s'ouvre sur un soir d'été à Catfish Row. Jasbo Brown joue du piano et Clara chante une berceuse pour son enfant (Summertime) pendant que les hommes se préparent à jouer au craps. Le mari de Clara, Jake, tente lui aussi de chanter une berceuse (A woman is a sometime thing), qui n'apaise guère le bébé. Porgy, un mendiant estropié, arrive pour organiser le jeu. Crown, un voyou, et sa femme Bess entrent, et le jeu commence. Sportin' Life, fournisseur de cocaïne et d'alcool de contrebande, prend lui aussi part au jeu. Petit à petit les joueurs quittent le jeu, et il ne reste plus que Robbins et Crown. Lorsque Robbins gagne, Crown, qui est maintenant complètement ivre, commence à se battre, et finit par tuer Robbins. Crown s'enfuit, demandant à Bess de se débrouiller toute seule. Tout le monde l'abandonne, sauf Porgy, qui la protège.
- Scène 2 - Chambre de Serena, la nuit suivante

La famille et les amis de Robbins chantent un spiritual (Where is brudder Robbins?). Une soucoupe est posée sur sa poitrine pour récolter de l'argent pour son enterrement. Un détective blanc entre, et dit à Serena, la femme de Robbins, qu'elle doit enterrer son mari rapidement, si elle veut éviter que le corps soit donné à des étudiants de médecine. Il arrête Peter, un badaud, qu'il oblige à témoigner contre Crown. Serena pleure la perte de son mari (My man's gone now). L'ordonnateur des pompes funèbres entre et accepte d'enterrer Robbins si Serena promet de le payer plus tard. Bess et le chœur terminent l'acte avec Leavin' for the Promise' Land.

#### Acte II
- Scène 1 - Catfish Row, un mois plus tard, le matin

Jake et les autres pêcheurs s'apprêtent à travailler (It take a long pull to get there). Clara demande à Jake de ne pas y aller, et de venir plutôt à un pique-nique. Mais Jake lui répond qu'ils ont terriblement besoin de cet argent. Cela pousse Porgy à chanter son point de vue sur la vie de sa fenêtre (I got plenty o' nuttin). Sportin' Life traîne dans le coin, à vendre de la cocaïne, mais rapidement, la colère de Maria se déchaîne (I hates yo' struttin' style). Un avocat véreux, Frazier, arrive et prononce le divorce de Bess et de Crown. Archdale, un policier blanc, entre et informe Porgy que Peter va bientôt être relâché. Un faucon de mauvais augure traverse Catfish Row, et Porgy chante Buzzard keep on flyin' over. Alors que les autres habitants de Catfish Row se préparent pour le pique-nique, Sportin' Life demande à Bess de partir avec lui pour New York, pour y entamer une nouvelle vie; elle refuse. Bess et Porgy sont maintenant seuls, et s'avouent leur amour (Bess, you is my woman now). Le chœur entre de nouveau, avec entrain car ils s'apprêtent à partir pique-niquer (Oh, I can't sit down). Porgy reste à la traîne alors que tous partent au pique-nique. Porgy chante de nouveau I got plenty o' nuttin.
- Scène 2 - Kittiwah Island, l'après-midi.

Le chœur s'amuse au pique-nique (I ain't got no shame doin' what I like to do!). Sportin' Life explique aux participants sa conception cynique de la Bible (It ain't necessarily so), ce qui amène Serena à le réprimander (Shame on all you sinners!). Crown arrive pour parler à Bess, et lui rappelle que Porgy est "temporaire". Bess veut définitivement quitter Crown (Oh, what you want wid Bess ?) mais Crown s'arrange pour qu'elle le suive en se cachant dans les bois.
- Scène 3 - Catfish Row, une semaine plus tard, à la tombée de la nuit.

Jake part pêcher. Peter est sorti de prison. Bess est couchée dans la chambre de Porgy, où elle délire. Serena prie pour guérir Bess (Oh, Doctor Jesus). La marchande de fraises et le vendeur de crabe appellent les gens dans la rue, et Bess guérit rapidement de sa fièvre. Bess parle de ses péchés à Porgy (I want to stay here) avant de crier à Porgy son amour (I Loves You, Porgy (en)). Porgy promet de la protéger de Crown. La scène se termine avec le son d'une cloche signalant l'arrivée d'une tempête.
- Scène 4 - Chambre de Serena, fin de la journée suivante.

Les habitants de Catfish Row prolongent le son de la tempête par leurs prières. Un coup est frappé à la porte et le chœur pense que c'est la Mort qui arrive (Oh there's somebody knocking at the door). Crown entre à la recherche de Bess. Le chœur essaye de prier pour faire partir Crown, ce qui lui fait chanter A red-headed woman make a choo-choo jump its track. Clara voit le bateau de Jake chavirer et elle court à sa rescousse. Crown affirme que Porgy n'est pas vraiment un homme puisqu'il ne peut pas sortir porter secours. Crown part et le chœur finit sa prière.

#### Acte III
- Scène 1 - Catfish Row, la nuit suivante.

Le chœur pleure la mort de Clara (Clara, don't you be downhearted). Crown arrive et réclame Bess. La bagarre qui s'ensuit se termine par la victoire de Porgy, il tue Crown d'un coup de couteau dans le dos et l'étrangle, Porgy s'exclame alors You've got a man now. You've got Porgy! (Tu as un homme maintenant. Tu as Porgy !).
- Scène 2 - Catfish Row, l'après-midi suivant.

Un détective entre et s'entretient avec Serena et Maria des meurtres de Crown et de Robbins. Elles affirment ne rien savoir et le détective se rend compte qu'il n'arrivera pas à les faire parler. Il demande à Porgy de venir identifier le corps de Crown, mais Porgy est inquiet. Sportin' Life lui raconte que les corps se mettent à saigner en présence de leur meurtrier, ce qui permettra au détective de mettre Porgy en prison. Porgy refuse d'aller reconnaître le corps et est arrêté pour entrave à la justice. Sportin' Life oblige Bess à prendre de la cocaïne et lui raconte que Porgy va rester en prison pour très longtemps. Il lui dit qu'elle devrait commencer une nouvelle vie avec lui à New York (There's a boat dat's leavin' soon for New York). Elle s'en va, mais il sait qu'elle va le suivre, puisqu'elle ne sait pas quand Porgy va revenir.
- Scène 3 - Catfish Row, une semaine plus tard.

Porgy revient à Catfish Row avec beaucoup d'argent, après avoir joué au craps dans la rue avec ses dés pipés. Il offre des cadeaux aux habitants et ne comprend pas pourquoi tous ont l'air si abattus. Il voit Serena avec le bébé de Bess et lui demande où elle est. Maria et Serena lui racontent qu'elle est partie à New York avec Sportin' Life (Bess is gone). Porgy jette ses béquilles et part à sa recherche (I'm on my way).

## Controverses
Salué en son temps pour la modernité de son approche de la culture afro-américaine, Porgy and Bess est au début du XXIe siècle souvent pointé du doigt comme vecteur de stéréotypes peu flatteurs. Avec les revendications du mouvement des droits civiques des années 1960, Porgy and Bess a été de plus en plus considéré comme un point de vue blanc, voire raciste, sur la condition des Noirs américains. Au début du XXIe siècle, les passions se sont calmées et l'opéra est avant tout considéré comme un classique de la culture américaine. Selon le vœu des frères Gershwin et de leurs ayants droit, Porgy and Bess ne peut être interprété que par une distribution exclusivement noire, ce qui a permis de lancer la carrière lyrique de nombreux chanteurs afro-américains.

## Éléments musicaux
George Gershwin met en place une série de leitmotiv dès le début de l'opéra, afin d'identifier ses personnages musicalement. L'entrelacement de ces thèmes sert à montrer les conflits entre les personnages.
Ainsi, dans l'introduction Allegro con brio de 33 mesures qui précède le lever du rideau, le compositeur place deux des leitmotivs principaux de l'œuvre. D'abord le premier leitmotiv : une rapide montée des cordes aboutit à un accord fortissimo tenu et ponctué par les cymbales avant que les cordes attaquent un thème très rapide de doubles croches de type perpetuum mobile (c'est-à-dire un thème musical ressemblant à un mouvement perpétuel dont le caractère « sans fin » est possible par un effet de mouvement cyclique et tournant. Par exemple, c'est le thème principal de l'Allegro molto con brio de l'ouverture des Créatures de Prométhée de Ludwig van Beethoven aux violons) : c'est le thème de Porgy.
Cependant, ce thème, par son caractère tourbillonnant, peut aussi symboliser la roue du destin dont personne ne sait quand et comment elle tourne et qui va frapper tous les personnages de l'histoire (dans ce cas, il est possible que Gershwin ait été influencé par Jenůfa, l'opéra de Leoš Janáček où le compositeur tchèque utilise pour symboliser la fortune changeante un thème frénétique de parenté proche de celui de Gershwin), tantôt les accablant de malheur (chagrin de Séréna qui a perdu son mari...), tantôt les éblouissant de bonheur (joie de Porgy, heureux d'avoir « son chant, sa gosse et son Dieu »...).
Mais tandis que le leitmotiv tourne sur lui-même, un autre leitmotiv, de type riff, se superpose et est joué par les cuivres. C'est un riff de sept notes lapidaire, percussif et plein de force brute qui deviendra synonyme de violence brutale (assassinat de Robbins...) et de mort tragique aux moments-clés de l'opéra et qui finit même dans l'introduction par étouffer le premier thème, ce qui veut dire que l'opéra sera marqué sporadiquement par des violents coups du sort.
De plus, Gershwin insiste sur ce point car la fin du premier chœur de la première scène est étouffée à son tour par l'orchestre qui martèle comme un forcené ce riff fatal en triple forte avant qu'il ne cède sa place à la berceuse de Clara (Summertime), qui commence l'opéra.

## Au cinéma
Porgy and Bess, réalisé en 1959 par Otto Preminger, est le dernier film produit par Samuel Goldwyn. Sidney Poitier (Porgy) et Dorothy Dandridge (Bess) sont doublés par des chanteurs d'opéra. Sammy Davis Jr. joue le rôle de Sportin’Life.
Depuis 1974, on ne peut plus voir ce film : cette année-là, les ayants droit de George Gershwin ont fait interdire sa diffusion, considérant qu'il trahissait l'œuvre d'origine en en faisant une comédie musicale plus qu'un opéra.
En 1993, Trevor Nunn réalise une adaptation pour la télévision.
The Gershwin's Porgy & Bess, film réalisé par Frank Zamacona en 2013.

## Adaptations, arrangements, et autres (sélection)

### Adaptations classiques
- 1942 : Porgy and Bess, a Symphonic Picture, suite symphonique arrangée par Robert Russell Bennett
- 1989 : Fantaisie sur des thèmes de Porgy and Bess de Julia Gomelskaïa, pour violon, violoncelle et piano

### Adaptations jazz
L'œuvre de Gershwin a inspiré de nombreux jazzmen. Miles Davis, sous la direction de Gil Evans, publie sa version de Porgy & Bess en juillet 1958. La même année, le couple Armstrong-Fitzgerald enregistre pour Verve ce même opéra. D'autres artistes, tels qu'Oscar Peterson et Joe Pass, Chet Baker, le Modern Jazz Quartet, le couple Mori-Celentano (pour le Clan), Keith Jarrett, Herbie Hancock, Joe Henderson, Eddy Louiss, Nina Simone et plus récemment Paolo Fresu ou Médéric Collignon donneront leur version de l'opéra.
- 1958 : Ella Fitzgerald et Louis Armstrong - Porgy and Bess
- 1959 : Miles Davis - Porgy and Bess
- 1959 : Buddy Collette - Porgy & Bess (en)
- 1959 : Harry Belafonte et Lena Horne - Porgy & Bess (en)
- 1959 : Sammy Davis Jr. et Carmen McRae - Porgy & Bess (en)
- 1959 : Cootie Williams et Rex Stewart - Porgy & Bess Revisited (en)
- 1959 : Hank Jones - Porgy & Bess (en)
- 1976 : Oscar Peterson - Oscar Peterson Plays Porgy & Bess (en)
- 1965 : Modern Jazz Quartet - The Modern Jazz Quartet Plays George Gershwin's Porgy and Bess (en)
- 1976 : Oscar Peterson et Joe Pass - Porgy & Bess (en)
- 1997 : Joe Henderson - Porgy & Bess (en)

### Autres adaptations
Dans The Age of Consent, le premier album (1984) du groupe pop anglais Bronski Beat, il y a une adaptation du thème It Ain't Necessarily So.

## Discographie
Les enregistrements de l'oeuvre en 1940 et 1942 sur le label discographique Decca, avec une partie de la distribution originale dont Todd Duncan et Anne Brown, ont été inscrits en 2003 au registre national des enregistrements (National Recording Registry) de la bibliothèque du Congrès à Washington.
L'enregistrement sorti en 1951 chez Columbia Records, avec Lehman Engel comme chef d'orchestre et dans les rôles titres Lawrence Winters et Camilla Williams, a reçu le Grammy Hall of Fame Award en 1976.
Une version de référence de l'opéra est celle enregistrée pour EMI en 1989 avec Willard White et Cynthia Haymon (en) dans les rôles-titres, accompagnés par le Glyndebourne Chorus et l'Orchestre philharmonique de Londres sous la direction de sir Simon Rattle réédité quatre fois en DVD.
En DVD et blu-ray, EuroArts a publié en mars 2014 la version de l'Opéra de San Francisco, sous la direction de John DeMain (en), dans la mise en scène de Francesca Zambello (en), avec notamment Eric Owens (Porgy), Laquita Mitchell (Bess) et Angel Blue (Clara).